# R-31 (Rakete)
Die R-31 ist eine U-Boot-gestützte ballistische Mittelstreckenrakete (SLBM) aus sowjetischer Produktion. Der NATO-Code des Waffensystems ist SS-N-17 Snipe. Der GRAU-Index für den Raketenkomplex lautet D-11 und die Raketen tragen die Bezeichnung 3M17. In den START-Verträgen wird sie als RSM-45 aufgeführt. Die R-31 war die erste SLBM der Sowjetunion mit Feststoffantrieb.

## Entwicklung
Nachdem der erste Versuch zur Entwicklung einer SLBM mit Feststoff-Raketentriebwerken mit dem Projekt RT-15 gescheitert war, begann man im Jahre 1971 im Konstruktionsbüro OKB-7 Arsenal (damals Konstruktionsbüro Frunse) in Leningrad mit der Entwicklung der R-31. Der erste Teststart erfolgte 1974 auf dem Testgelände Kapustin Jar. Der erste Taststart ab einer Unterwasserplattform erfolgte 1976 im Testgelände Balaklawa. Bereits im Jahr 1972 hatte man mit dem Einbau des D-11-Raketenkomplexes im U-Boot K-140, einem Boot vom Projekt 667A begonnen. Der erste Teststart ab dem nun Projekt 667AM „Nawaga-M“ (NATO-Codename: Yankee II-Klasse) bezeichneten U-Boot erfolgte im Dezember 1976 im Golf von Kandalakscha. Nachdem die Testserie 1979 abgeschlossen war, wurde im Jahr 1980 das Raketensystem D-11 für operationell erklärt.
Eine geplante Version mit 3–8 MIRV Gefechtsköpfen sowie eine fahrzeuggebundene Ausführung
wurde nicht realisiert. Insgesamt wurden 36 3M17-Raketen für die Sowjetische Marine produziert.

## Technik
Die 3M17 war eine zweistufige Mittelstreckenrakete mit Feststoff-Raketentriebwerken. Die Antriebsstufen waren übereinander angebracht und zündeten der Reihe nach. Das 3D17-Triebwerk der ersten Antriebsstufe entwickelte im Vakuum einen Schub von 578,6 kN. Die maximale Brenndauer der ersten Stufe betrug 84 Sekunden. Die Beplankung der ersten Stufe bestand aus rostfreiem und hitzebeständigen Stahl. Das Triebwerk der zweiten Antriebsstufe entwickelte im Vakuum einen Schub von 233,4 kN und hatte Brenndauer von 37 Sekunden. Die Beplankung der zweiten Stufe bestand aus einer Titanlegierung und Komposit-Werkstoffen. Es wurde ein Feststoff-Treibstoff auf der Basis von Ammoniumperchlorat und Butylkautschuk verwendet. Die 3M17-Rakete war an der Raketenspitze zusätzlich mit GMCP-Raketentriebwerken ausgerüstet. Diese waren auf einem konzentrischen Ring axial um die Raketenspitze angeordnet. Diese Raketentriebwerke wurde gezündet, nachdem die Rakete mittels Gasdruck aus den Startsilo ausgestoßen worden war. Dieser Antrieb führte die Rakete an die Wasseroberfläche. Dabei erzeugte er eine Kavitationsgasblase, welche die fluiddynamische Beanspruchung auf der Raketenoberfläche verringerte. Nachdem die Rakete die Wasseroberfläche durchstoßen hatte, zündete das Raketentriebwerk der ersten Stufe. Danach wurden die GMCP-Raketentriebwerke von der Raketenspitze abgesprengt. Die Steuerung der 3M17-Rakete erfolgte mittels Trägheitsnavigationsplattformen mit einem digitalen Navigationscomputer vom Typ Mir. Nach dem Ausbrennen der beiden Antriebsstufen (engl. boost phase) stieg der Wiedereintrittskörperträger auf einer ballistischen Kurve weiter. Dann wurde der Wiedereintrittskörperträger durch ein Raketentriebwerk in Drehung um die Längsachse versetzt und der Wiedereintrittskörper abgesprengt. Dieser wog 450 kg und war mit einem thermonuklearen Kernsprengkopf bestückt. Dieser hatte eine Sprengleistung von 500 kt und konnte in der Luft oder bei Bodenkontakt gezündet werden. Die Wiedereintrittskörper erreichten ein Streukreisradius von 1400 m. Infolge der relativ geringen Treffergenauigkeit konnte die R-31 nur gegen sog. „weiche Ziele“ wie Bevölkerungszentren, Industriekomplexe, Hafenanlagen, Flugplätze und Eisenbahnknotenpunkte eingesetzt werden. Dadurch eignete sich die R-31 nur als Zweitschlagswaffe.
Das U-Boot K-140 war mit 12 Raketensilos für 3M17 ausgerüstet. Der Raketenkomplex mit den Feststoffraketen hatte gegenüber Raketen mit Flüssigkeitsraketentriebwerken deutliche Vorteile. Im Gegensatz zu den Raketen mit Flüssigkeitsraketentriebwerken mussten die Raketensilos der 3M17 vor dem Start nicht mit Meerwasser geflutet werden. Dadurch verringerte sich die Zeit für die Startvorbereitung auf 3,5 Minuten. Danach konnten die Raketen in einem Intervall von 5 Sekunden gestartet werden. Somit konnte das U-Boot alle 12 Raketen innerhalb von einer Minute starten. Der Raketenstart konnte aus einer Tauchtiefe von 50 m bei 5 Knoten Fahrt erfolgen. Insgesamt blieben aber die Leistungen der R-31 hinter den Erwartungen zurück. Die 3M17-Raketen waren teuer und schwierig zu produzieren. Auch hatten die 3M17-Raketen gegenüber den Raketen mit Flüssigkeitsraketentriebwerken eine deutlich geringere Reichweite, Nutzlast und Treffergenauigkeit. Aufgrund dessen wurde einzig das U-Boot K-140 mit dem D-11-Raketenkomplex ausgerüstet und das Projekt nicht weiterverfolgt.

## Status
Im Zuge des START 1-Abkommens wurde das U-Boot K-140 Anfang 1990 außer Dienst gestellt. Im Zuge der Aussonderung der R-31 startete im Herbst 1990 das U-Boot K-140 alle 12 Raketen. Die Raketen wurden nach einer bestimmten Flugzeit gesprengt und die Überreste stürzten ins Meer. Die letzte der noch vorhandenen R-31-Raketen wurde 1995 verschrottet.